# Ponte Butin
A Ponte Butin fica sobre o rio Ródano em Genebra, na Suíça, e é a décima ponte deste rio depois de ter saído do lago Lemano. 

## Etimologia
A ponte tomou o nome de David Butin (1834–1913), que era um rico negociante de Genebra que doou um milhão de francos suíços para a construção de uma ponte.

## História
Jules Jaeger e  Richard Coray são os arquitectos encarregados do desenho e supervisão dos trabalhos pelo Conselho do Estado de Genebra em 1913. Iniciados os trabalhos em 1916, a ponte só será terminada - depois de diversos problemas - em 1924 e custou mais de 11 milhões de FS.
A ponte liga o Petit-Lancy a Châtelaine e foi construído em 1927. Impressionante pela sua altura de 273 m, criou vários problemas aos empreiteiros, pois tem dois andares sobrepostos, já que deveria servir para a passagem do comboio na parte inferior, e para das viaturas na parte superior aberta. Rapidamente se deixou de utilizar a via férrea devido ás vibrações que provocava e da fragilidade das falésias do Ródano nessa zona. Esta impossibilidade levou a construção do viaduto da Jonction.
Construída em pedra, é composta por cinco arcos de 48 m de altura e tem um comprimento total de 269 m. A parte do comboio tem uma altura de 12 m e uma altura de 15m. As paredes são formadas por trinta arcos com 6m de altura.

## Galeria

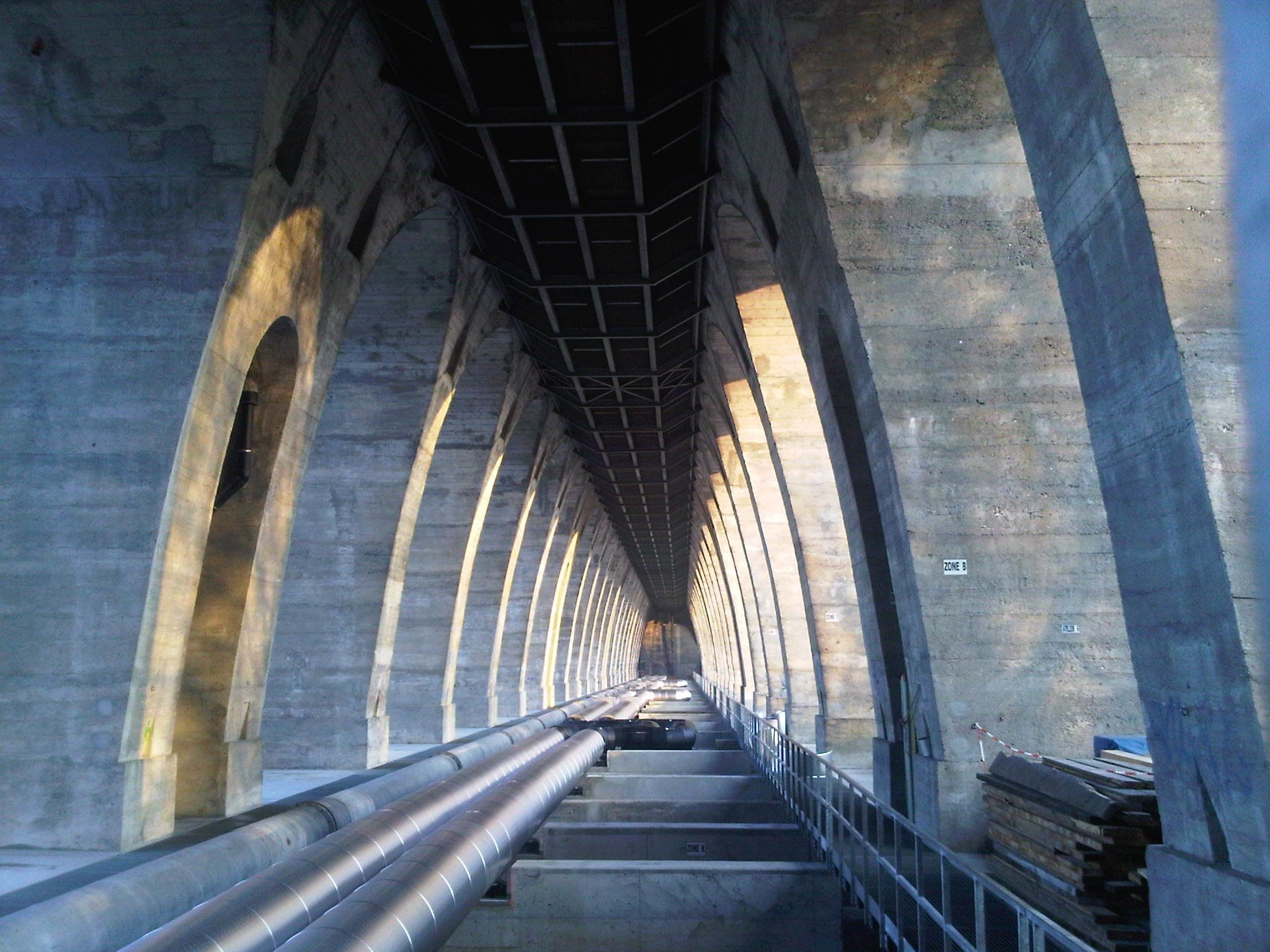
Andar inferior dos comboios
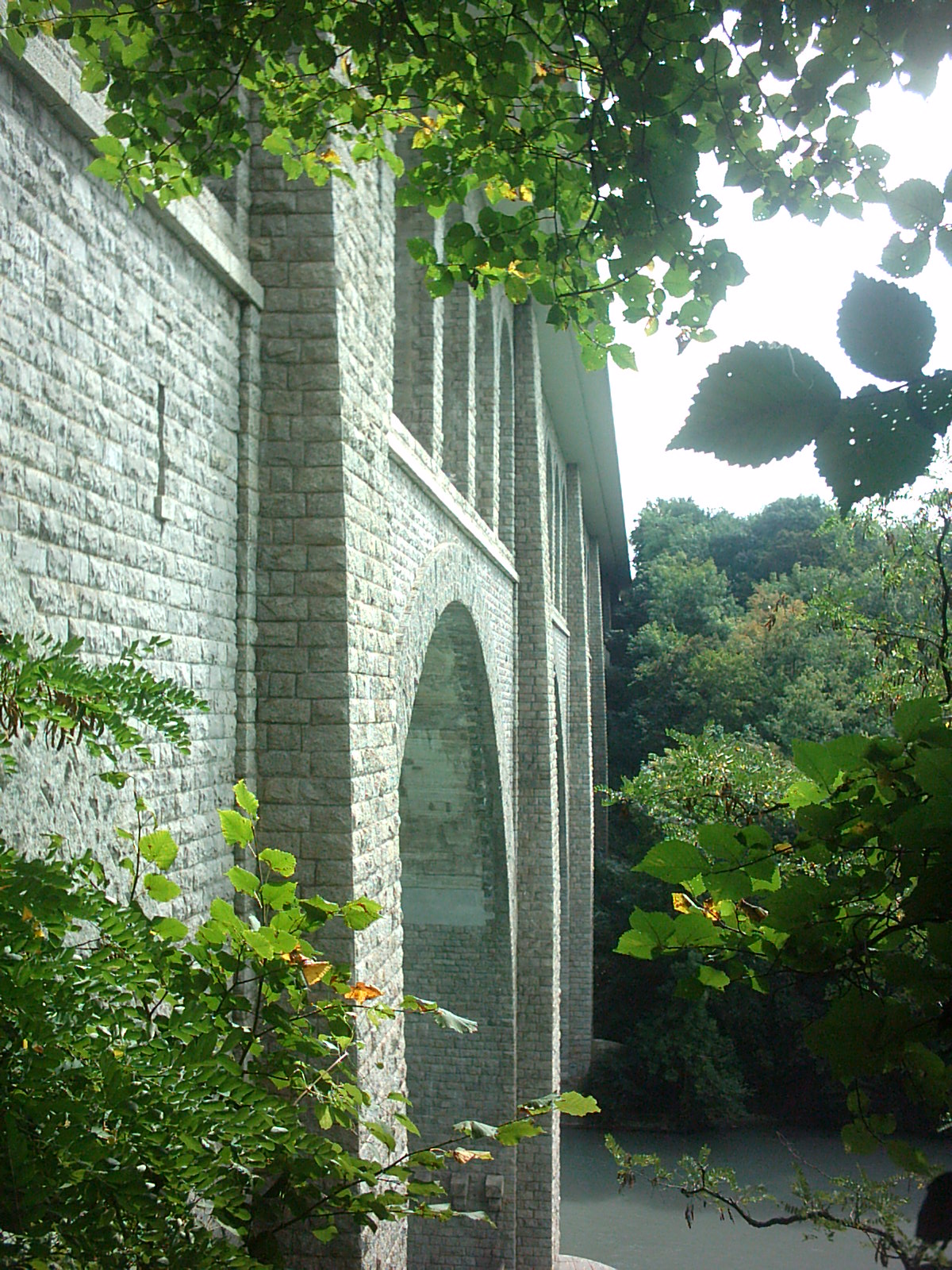
Estructura